# Сапрыкин, Сергей Юрьевич
Серге́й Ю́рьевич Сапры́кин (род. 26 октября 1951 года) — советский и российский историк. Доктор исторических наук, профессор. Заведующий кафедрой истории Древнего мира исторического факультета МГУ с 2009 года. Ведущий научный сотрудник Института всеобщей истории РАН.

## Биография
Сын историка-медиевиста, профессора исторического факультета МГУ Юрия Михайловича Сапрыкина (1913—1998). Окончил исторический факультет МГУ в 1974 году, в 1977 году защитил кандидатскую диссертацию по теме «Гераклея Понтийская и Херсонес Таврический» и был принят на работу в Институт всеобщей истории АН СССР. В 1992 году защитил докторскую диссертацию «Понтийское царство». С 2008 года также работает на историческом факультете МГУ.
Член редакционных коллегий журнала Вестник древней истории, член редсоветов ежегодников «Древности Боспора», «Вопросы эпиграфики» и «Аристей», член ряда научных обществ: Российской ассоциации антиковедов, общества по изучению исторической географии «Эрнст Кирстен» (Германия), Международной ассоциации эпиграфистов. Входил в состав экспертного совета ВАК РФ по истории (2013—2016).
Область научных интересов — история и археология Древней Греции и Причерноморья, греческая и латинская эпиграфика, нумизматика, культура и религия древних государств Причерноморья, история эллинизма.

## Публикации
- О культе Геракла в Херсонесе Таврическом и Гераклее Понтийской в эпоху эллинизма // Советская археология. 1978. № 1. С. 38–52.
- Сапрыкин С. Ю. Гераклея Понтийская и Херсонес Таврический: взаимоотношения метрополии и колонии в VI–I вв. до н. э. / ответственный редактор д. и. н. Е. С. Голубцова. — М.: Наука, 1986.
- Аспургиане // Советская археология. 1985. № 2. С. 65–78.
- Уникальный статер боспорской царицы Динамии // Советская археология. 1990. № 3. С. 204–214.
- Понтийское царство. Государство греков и варваров в Причерноморье. М., 1996.
- Город и царская власть в Понтийском государстве Митридатов // Античный мир – Византия. Харьков, 1997.
- Боспорское царство: от тирании к эллинистической монархии // Вестник древней истории. 2003. № 1. С. 11–35.
- Источники по истории Понтийского царства // Антология источников по истории, культуре и религии Древней Греции. СПб., 2000.
- Боспорское царство на рубеже двух эпох. М., 2002.
- Денежное обращение на хоре Херсонеса Таврического в античную эпоху. М., 2005.
- Религия и культы Понта эллинистического и римского времени. — Москва-Тула : Гриф и К, 2009.
- Люди и их боги: религиозное мировоззрение в Понтийском царстве // Человек в античном мире. М., 1998 (в соавт. с А. А. Масленниковым).